# Copaxa
Copaxa is een geslacht van vlinders van de familie nachtpauwogen (Saturniidae).
De typesoort van het geslacht is Copaxa decrescens Walker, 1855, geselecteerd door William Forsell Kirby in 1892.

## Synoniemen
- Sagana Walker, 1855
  - Typesoort: Saturnia sapatoza Westwood, 1854
- Saturniodes Jordan, 1911
  - Typesoort: Saturnia medea Maassen, 1890

## Soorten
- C. amazpandens
- C. andensis Claude Lemaire, 1971
- C. andescens
- C. andorientalis
- C. anestios Weymer, 1909
- C. anikae
- C. apollinairei Lemaire, 1978
- C. arianae
- C. arpi Gschwandner., 1925
- C. australoescalantei
- C. bachuea Wolfe, 2005
- C. bella Wolfe, Naumann, Brosch, Wenczel & Naessig, 2005
- C. bireni
- C. brunneocaeca
- C. canella Walker, 1855
- C. carolinae
- C. cineracea Rothschild, 1895
- C. conlani
- C. copaxoides (Dyar, 1912)
- C. corralesi
- C. curvilinea Schaus, 1912
- C. cuscoandensis
- C. cuscoexpandens
- C. cydiphondurensis
- C. cydippe (Druce, 1894)
- C. chimaltengangensis
- C. chrisbrechlinae
- C. decrescens Walker, 1855
- C. denda Druce, 1894
- C. denhezi Claude Lemaire, 1971
- C. escalantei Lemaire, 1971
- C. evelynae Wolfe & Lemaire, 1993
- C. expandens Walker, 1855
- C. flavina Draudt, 1929
- C. flavobrunnea Bouvier, 1930
- C. garciorum
- C. haxairei
- C. herbuloti Lemaire, 1971
- C. hoehni
- C. hondfenestrata
- C. ignescens Lemaire, 1978
- C. intermediata Wolfe, 2005
- C. joinvillea Schaus, 1921
- C. kaechi
- C. kitchingi
- C. knorkei
- C. koenigi Lemaire, 1974
- C. lavendera (Westwood, 1854)
- C. lavenderoguatemalensis
- C. lavenderohidalgensis
- C. lavenderohondurensis
- C. lavenderojaliscensis
- C. litensis Wolfe & Conlan, 2002
- C. lunula Wolfe & Conlan, 2003

- C. madrediosiana
- C. mannana Dyar, 1914
- C. marona
- C. mazaorum Lemaire, 1982
- C. medea (Maassen, 1890)
- C. mexcentralis
- C. mielkeorum
- C. miranda
- C. moinieri Lemaire, 1974
- C. mornieri Lemaire, 1974
- C. muellerana (Dyar, 1920)
- C. multifenestrata (Herrich-Schäffer, 1858)
- C. nadari Bouvier, 1929
- C. niepelti
- C. novocineracea
- C. ockendeni
- C. orientalis Lemaire, 1975
- C. orios Dyar, 1913
- C. pararufinans
- C. parvohidalgensis
- C. pascoandensis
- C. peggyae
- C. purulhensis
- C. rudloffi
- C. rufa Draudt, 1929
- C. rufijaliscensis
- C. rufimichoacanensis
- C. rufinans Schaus, 1906
- C. rufotincta
- C. sanmarcosiana
- C. sapatoza (Westwood, 1854)
- C. satellita Walker, 1865
- C. satipoexpandens
- C. schmidti
- C. semioculata (C. & R. Felder, 1874)
- C. simoni
- C. simson Maassen, 1881
- C. sinjaevi
- C. siriae
- C. sophronia Schaus, 1921
- C. syntheratoides Rothschild, 1895
- C. troetschi Druce, 1886
- C. trotschi Druce, 1886
- C. trottierorum Beneluz, 1986
- C. vanschaycki
- C. wernermeisteri
- C. winbrechlini
- C. witti
- C. wolfei Meister, Naumann, Brosch & Wenczel, 2005
- C. yungallita
- C. yungaskoenigoides
- C. yungaspandens
- C. yungescens